# 3486 Фулчіноні
3486 Фулчіноні (3486 Fulchignoni) — астероїд головного поясу, відкритий 5 лютого 1984 року.
Тіссеранів параметр щодо Юпітера — 3,482.